# Bali United Pusam
Bali United Pusam Football Club – indonezyjski klub piłkarski, grający w pierwszej lidze indonezyjskiej, mający siedzibę w mieście Gianyar na wyspie Bali.

## Historia
Klub został założony w 1989 roku. Do 2014 roku klub nazywał się Putra Samarinda i miał swoją siedzibę w mieście Samarinda na wyspie Borneo. W latach 2001–2006 klub grał w Premier Division, a w 2008 roku został członkiem Indonesia Super League.

## Stadion
Domowe mecze klub rozgrywa na stadionie Kapten I Wayan Dipta w Gianyarze, który może pomieścić 25 tysięcy widzów.

## Kibice
Kibice klubu Bali United nazywani są Semeton Dewata.

## Skład na sezon 2015
| Nr | Poz. | Piłkarz                |
| -- | ---- | ---------------------- |
| 26 | BR   | Awan Setho Raharjo     |
| 29 | BR   | Ngurah Komang          |
| 39 | BR   | Putu Pager             |
| 97 | BR   | Moch Dicky             |
| 2  | OB   | Wahyu Kristanto        |
| 3  | OB   | I Nengah Sulendra      |
| 4  | OB   | Syaeful Anwar          |
| 5  | OB   | Endra Permana          |
| 6  | OB   | Felicianus Junius Bate |
| 8  | OB   | Ricky Fajrin           |
| 13 | OB   | Bobby Satria           |
| 16 | OB   | Ganjar Mukti           |
| 88 | OB   | Komang Adi Parwa       |

| Nr | Poz. | Piłkarz              |
| -- | ---- | -------------------- |
| 10 | PO   | Loudry Setiawan      |
| 14 | PO   | Fadhil Sausu         |
| 19 | PO   | Hendra Sandi Gunawan |
| 20 | PO   | Sutanto Tan          |
| 21 | PO   | Sandi Darma Sute     |
| 22 | PO   | Sultan Samma         |
| 51 | PO   | Iswandi              |
| 7  | NA   | Yabes Roni Malaifani |
| 12 | NA   | Lerby Eliandry       |
| 15 | NA   | Sukron Makmun        |
| 17 | NA   | I Nyoman Sukarja     |
| 23 | NA   | Bayu Gatra           |
| 95 | NA   | Martinus Novanto     |